# Jamras Rittidet
Lac Jamras ou Jumrus Rittidet (né le 1er février 1989) est un athlète thaïlandais, spécialiste du 110 m haies.
En 2009, il remporte le titre lors des Jeux de l'Asie du Sud-est à Vientiane, en 13 s 89, record des Jeux.
Le 13 novembre 2011, il établit le record national sur cette distance à 13 s 77, lors des Jeux de l'Asie du Sud-Est à Palembang.
Il remporte le bronze lors des Jeux asiatiques de 2014. Il fait partie de la délégation thaïlandaise aux Championnats du monde de 2013. Son record est de 13 s 61, obtenu à Incheon en 2014, record national. Le 3 juin 2015, il termine 4e du 110 m haies des Championnats d'Asie d'athlétisme 2015 à Wuhan.
Le 12 juin 2015, il remporte le titre des Jeux de l'Asie du Sud-Est à Singapour en 13 s 69, battant son propre record des Jeux.
Pour sa seconde participation aux Championnats du monde, ceux de Pékin, il termine 6e de sa série en 14 s 00 le 26 août 2015.